# Patagonien-Lanzenotter
Die Patagonien-Lanzenotter (Bothrops ammodytoides), in ihrer Heimat auch bekannt als Cenicienta oder Yararanata, ist eine südamerikanische Grubenotter, die ausschließlich in Argentinien beheimatet ist. Diese relativ kleine Giftschlange ist von allen Schlangenarten der Erde am südlichsten verbreitet.

## Merkmale
Die Körperlänge beträgt max. 1 m, der Durchschnittswert liegt jedoch bei 70 cm oder darunter. Das Hauptmerkmal ist der sich auf der Nasenspitze befindende Dorn. Die Grundfärbung des Körpers variiert je nach Region zwischen braun bis grau, diese ist mit dunklen Flecken versehen. Der Kopf ist, wie bei den meisten Viperidae, dreieckig und deutlich vom Hals abgesetzt.

## Verbreitung
Die Cenicienta kommt nur in Argentinien und dort nur östlich der Anden vor. Das Verbreitungsgebiet erstreckt sich bis in das südliche Patagonien (etwa 47° südliche Breite), keine andere Schlange der Erde lebt südlicher. Sie kommt in Höhen von bis zu 2000 m vor.

## Nahrung
Bothrops ammodytoides ernährt sich vorwiegend von Echsen und Fröschen.

## Etymologie
Das Wort ammodytoides stammt aus dem Griechischen. Es besteht aus ammos, was für Sand steht, dytes bedeutet Taucher sowie  dem Suffix -oides, „die Form von etwas haben“.
Diese taxonomische Bezeichnung erhielt die Art in Anlehnung an ihren sandigen Lebensraum und den auffälligen Dorn auf der Schnauze.